# Shannon Hale
Œuvres principales
- Série Ever After High

Shannon Hale, née le 26 janvier 1974 à Salt Lake City en Utah, est une autrice américaine de littérature d'enfance et de jeunesse et de fantasy.

## Biographie
Shannon Hale est née Shannon Bryner. Elle a trois sœurs et un frère. Comme enfant, elle aimait lire et écrire. Elle obtient un diplôme de l'université de l'Utah.

## Œuvres

### SérieThe Books of Bayern
1. La Princesse qui n'avait plus rien, Pocket Jeunesse, 2005 ((en) The Goose Girl, 2003)
2. Enna, fille du feu, Pocket Jeunesse, 2006 ((en) Enna Burning, 2004)
3. (en) River Secrets, 2006
4. (en) Forest Born, 2009

### SériePrincess Academy
1. Le Collège des princesses, Gallimard Jeunesse, coll. « Folio Junior », 2009 ((en) Princess Academy, 2005)
2. (en) Palace of Stone, 2012
3. (en) The Forgotten Sisters, 2015

### SérieAustenland
1. Coup de foudre à Austenland, Charleston, 2013 ((en) Austenland, 2007)Adapté au cinéma sous le titre Austenland en 2013
2. (en) Midnight in Austenland, 2012

### SérieRapunzel's Revenge
Cette série est coécrite avec Dean Hale et illustrée par Nathan Hale.
1. (en) Rapunzel's Revenge, 2008
2. (en) Calamity Jack, 2010

### SérieEver After High
1. Le Livre des légendes, Hachette Jeunesse, 2013 ((en) The Storybook of Legends, 2013)
2. La plus rebelle de toutes, Hachette Jeunesse, 2014 ((en) The Unfairest of Them All, 2014)
3. Le Merveilleux Pays des merveilles, Hachette Jeunesse, 2014 ((en) A Wonderlandiful World, 2014)
4. Il était une fois, Hachette Jeunesse, 2015 ((en) Once Upon a Time, 2015)

### SérieLa Princesse masquée
Cette série est coécrite avec Dean Hale et illustrée par Leuyen Pham.
1. La Princesse masquée, Hachette Jeunesse, 2015 ((en) The Princess in Black, 2014)

### SérieAnimal Tatoo
Chaque volume de cette série est écrit par un écrivain différent. Les auteurs des autres volumes sont : Brandon Mull (tome 1), Maggie Stiefvater (tome 2), Garth Nix et Sean Williams (tome 3), Tui Sutherland (tome 5), Eliot Schrefer (tome 6) et Marie Lu (tome 7).
1. La Cité de glace, Bayard, 2015 ((en) Fire and Ice, 2014)

### Romans indépendants
- Par delà les steppes je te retrouverai, Bayard Jeunesse, 2014 ((en) Book of a Thousand Days, 2007)
- (en) The Actor and the Housewife, 2009
- (en) Dangerous, 2014

## Récompenses
- 2010 : Prix Leah Adezio de la meilleure œuvre pour enfant pour Rapunzel's Revenge (avec Nathan Hale)